# Strada europea E312
La strada europea E312 è una strada di classe B, lunga 167 km, il cui percorso si trova completamente in territorio olandese e dalla designazione con l'ultimo numero pari si può evincere che il suo sviluppo è in direzione ovest-est.
Collega la città di Flessinga con Eindhoven, utilizzando in buona parte il percorso dell'autostrada A58.